# Международна морска организация
Международната морска организация (на английски: International Maritime Organization, IMO), или ИМО, е международна, междуправителствена организация за регулиране на морския транспорт.

## История
Световното корабоплаване винаги се е нуждаело от регулация в правно, техническо и оперативно отношение. След Втората световна война за първи път се създават условия за сътрудничество между всички морски държави. През 1948 г. под егидата на Обединените нации е приета Конвенция за създаване на Междуправителствена морска консултативна организация (англ. Inter-Governmental Maritime Consultative Organization – IMCO), или ИМКО. Организацията пристъпва постепенно към работа и подготвя първите си важни решения. Конвенцията обаче влиза в сила едва след 10 години, когато е ратифицирана от достатъчен брой държави и това ѝ придава естествен авторитет да решава сложните въпроси на морския транспорт, които засягат различни интереси. Така документите на организацията започват да излизат от 1959 г. На 9-ата Асамблея на ИМКО е решено организацията да се преименува на Международна морска организация, което ново име отговаря на порасналите възможности за ефективно сътрудничество между държавите.

Обект на дейността на ИМО е международното търговско корабоплаване. Военното корабоплаване не е подчинено на правилата на ИМО, но военните командири са задължени от други закони и разпореждания да се съобразяват с тези правила в степен, която не противоречи на военните им задачи.

## Структура и управление
Международната морска организация се състои от Асамблея, Съвет и 5 комитета: Морски комитет по безопасност (Maritime safety committee – MSC), Морски комитет по опазване на околната среда (Maritime environment protection committee – MEPC), Правен комитет (Legal committee), Комитет за техническо сътрудничество (Technical co-operation committee) и Комитет за улесняване на корабоплаването (Facilitation committee). Съществуват и множество подкомитети и спомагателни органи. Дейността на всички структури се подпомага от постоянно действащ Секретариат. 
- Асамблея – Върховния орган на управление на организацията. В състава и влизат всички държави членки и се събира веднъж на всеки две години на редовни сесии, но може да се срещне и в извънредно заседание, при необходимост. Сред основните дейности на Асамблеята са: На редовните си сесии да избира своя президент и двама вицепрезиденти, които да са на длъжност до следващата редовна сесия. Условие за това е да се избират от средите на своите членове, които не са асоциирани. Сред функциите на асамблея са и определянето на собствени процедурни правила, одобряването на работната програма на Организацията, гласуването на бюджета и определянето на финансовата рамка, да осъществява контрол върху разходите и да одобрява финансовите отчети на Организацията. Асамблеята взема решения относно свикването на международни конференции или прилагането на подходящи процедури за приемане на нови международни конвенции и изменения в съществуващите.
- Комитет по морска безопасност – Това е най-висшият технически орган на организацията (MSC). В своята структура включва представители от всички държави членки, като се събират най-малко веднъж годишно. Основната дейност на MSC е свързана с обсъждането на всеки въпрос от компетентността на ИМО, свързан с навигационните средства, конструкцията и оборудването на плавателните съдове, комплектоването с екипаж от гледна точка на безопасността, правилата за предотвратяване на сблъсквания, обработка на опасни товари, хидрографска информация, корабни дневници и навигационни записи, разследване на морски аварии, спасяване на хора и имущество и др.
- Комитет по опазване на морската среда В състава му влизат всички членове, събира се най-малко веднъж годишно, където се избира ръководство и се приемат процедурни правила. Разглежда въпроси от компетентността на ИМО, отнасящи се до предотвратяването и контрола върху замърсяването на морската среда от корабоплаването. Комитета има за задача да представя пред Съвета: предложения за правила за предотвратяване и контрол върху морската среда, разработени от комитета по опазване на морската среда препоръки и ръководства и доклад за дейността си.
- Юридически комитет – Събира се най-малко веднъж годишно. Избира ръководство и приема собствени процедурни правила веднъж годишно. Представя проекти на Конвенции и доклад за дейността си пред Съвета. Сред основните функции на юридическия комитет са: разглежда правните въпроси от компетентността на ИМО; изпълнява възложените му задължения от Конвенцията за Международната морска организация, Асамблеята или Съвета.
- Комитет по техническото сътрудничество Той се състои от всички членове, събира се най-малко веднъж годишно – избира ръководство и приема процедурни правила. Той представя на Съвета: разработени препоръки и доклад за дейността си. Основната дейност е свързана с разглеждането на въпроси от компетентността на ИМО, отнасящи се до проекти за техническо сътрудничество, финансирани от съответна програма на ОН, за която ИМО е изпълнителна или кооперативна агенция, или от доброволно набирани фондове, предоставени на ИМО, както и всеки друг въпрос, свързан с дейността на ИМО в областта на техническото сътрудничество. Комитета прави преглед на работата на Секретариата по отн-е техн. сътрудничество и изпълнява функции, възложени му по силата на тази конвенция от Асамблеята или Съвета.
- Комитет за улесняване на корабоплаването – В състава му влизат всички членове. Занимава се с въпроси свързани с компетентността на ИМО, отнасящи се до улесняването на международния морски трафик. Събира се най-малко веднъж годишно, а при необходимост и по-често. Избира сам ръководството си и приема процедурни правила. Във функциите на комитета за улесняване на корабоплаването влизат приемането на нови или изменението на вече съществуващи разпоредби, които са от компетентността на ИМО и са свързани с улесняването на корабоплаването в световен мащаб.

Международната морска организация като специализирана институция на ООН се придържа към нейните правни принципи. Инструментите, с които ИМО въздейства на процесите в корабоплаването, са конвенции, резолюции и препоръки. Кардиналните проблеми се решават с конвенции, които се ратифицират от страните-членки и влизат в сила след ратифицирането им от определен, и то голям, брой страни. Резолюциите се приемат от Асамблеята и обикновено са допълнения или уточнения в конвенциите. Изпълнението на конвенциите и резолюциите от страните членки е задължително. Но в текстовете им се съдържат облекчения и отлагателни срокове, които правят възможно изпълнението на изискванията от всички участници в процеса на корабоплаването. Например с приемането на изискване за снабдяване на корабите с някакво ново устройство по правило се приема, че това е задължително за корабите, които ще бъдат построени след 2 години от публикуване на изискването; за корабите от вътрешното корабоплаване изискването не е задължително и т.н.
Международната морска организация провежда своята политика със съдействието на Морските администрации на страните-членки. Едновременно с това тя ги контролира и им съдейства с техническа и методическа помощ. Морската администрация проверява изпълнението на изискванията на ИМО от корабите (на своята и на други страни), плаващи в контролираните от нея води. Тя има правото да налага глоби, да дава задължителни указания и дори да задържа кораби, които с неправилните си действия застрашават безопасността на корабоплаването.

## Дейност
В първите години след създаването си ИМО се занимава преди всичко с безопасността на корабоплаването.
Потъването на „Титаник“ на 14 април 1912 е катализаторът, да бъде приета първата и може би най-важната конвенция в това направление – Международната конвенция за безопасност на човешкия живот на море (International Convention for the Safety of Life at Sea – SOLAS), или СОЛАС. Тя определя задълженията на страните и длъжностните лица практически по всички аспекти на проблема за безопасността на корабоплаването.
Повече от 1500 души от пасажерите и екипажа загубват живота си в трагедията, а на последвалата конференция участват представители на 13 държави. На събитието се приемат мерки за безопасност, който стават задължителни както за търговските, така и за пътническите кораби, като водонепроницаеми прегради, допълнителни спасителни лодки и противопожарни уреди. Промените, които следват в конвенцията, заемат място през 1924, 1948, 1960, 1974 и 1978 г., като във вида, в който я познаваме и днес, тя запоява да се оформя именно през 1960. Допълнена и променена през 1978 г. В същото направление е насочена и Конвенцията за международните правила за предпазване от сблъскване на море от 1972 г. (COLREG 72, самите правила в България са познати като МППСМ). Като част от проблема за безопасността на корабоплаването се разглежда и подготовката на моряците, която се регламентира от Международна конвенция за вахтената служба и нормите за подготовка и освидетелстване на моряците – 1978 г. (англ,: International Convention on Standards of Training, Certification and Watchkeeping for Seafarers или STCW). Като цяло тези конвенции постепенно засилват изискванията и въвеждат нови съвременни средства и методи, повишаващи степента на безопасност.
Значителна дейност се извършва и за опазване на природната среда от моряците. Най-важната конвенция в това направление е Международната конвенция за предотвратяване на замърсяването от кораби от 1973/78 г. Осъзнаването на нужда от такива мерки, биват породени отново от морска трагедия. Потъването на 120 000-тонния нефтен танкер „Torrey Canyon“ през март 1967 г. и разлива образуван впоследствие е един от най-мащабните за времето си. Съобразявайки се с нарастването на количествата транспортиран суров петрол и бума на танкеростроенето по това време, ИМО налага серия от мерки, като най-важната е приемането на конвенцията за предотвратяване на замърсяването MARPOL, изменена и допълнена с протокол през 1973/78 г.
ИМО осъществява системен контрол за изпълнението на приетите норми и изясняване на проблемите пред отделните държави. Характерен пример в това отношение е въвеждането на Бял списък на страните, които подготвят морските кадри в съответствие с изискванията на ИМО – в резултат на разкриване на слабости и формално изпълнение. Държавите, които не са включени в списъка, предприемат допълнителни мерки, за да укрепят своите органи и да могат да осигуряват работа на своите моряци.
ИМО разработва и редица споразумения за опростяване на процедурите и облекчаване на корабоплаването, както и за компенсациите при нанесен ущърб.
Международната морска организация е пример за добронамерено сътрудничество и умело включване на съвременните технически достижения за подобряване на безопасността и икономическите резултати от корабоплаването. Република България е активен член на организацията и се стреми да изпълнява нейните изисквания. Партньор на ИМО в България е Изпълнителната агенция Морска администрация към Министерството на транспорта. Българските морски документи на моряците и корабите са приети в международното корабоплаване.